# ناحیه کیوترا
ناحیه کیوترا (به لاتین: Kyotera District) یک منطقهٔ مسکونی است که در استان مرکزی، اوگاندا واقع شده‌است.